# Port Angeles
Port Angeles é uma cidade localizada no estado norte-americano de Washington, no Condado de Clallam.

## Demografia
Segundo o censo norte-americano de 2000, a sua população era de 18.397 habitantes.
Em 2006, foi estimada uma população de 18.984, um aumento de 587 (3.2%).

## Geografia
De acordo com o United States Census Bureau tem uma área de
163,3 km², dos quais 26,1 km² cobertos por terra e 137,2 km² cobertos por água. Port Angeles localiza-se a aproximadamente 17 m acima do nível do mar.

## Localidades na vizinhança
O diagrama seguinte representa as localidades num raio de 28 km ao redor de Port Angeles.